# Розстріл харківських студентів
Розстріл харківських студентів — популярна історична містифікація про 800 репресованих та 33 розстріляних студентів Харківського університету, які нібито 1951 р. відмовились складати іспити російською мовою. Вигаданий факт набув значного поширення в українській пресі, потрапив до підручників та інших книжок.

## Витоки
1966 року в журналі «Визвольний шлях» було опубліковано статтю Дмитра Нитченка «Нищення української літератури й культурних надбань в Україні московським окупантом», де сказано: 
Русифікація вищих і середніх навчальних закладів дійшла так далеко, що у Львівському університеті в 1953 році студенти, не витримавши, підписали прохання до уряду, домагаючись української мови у викладанні лекцій. У відповідь на це, з наказу Москви, розстріляно 33 студенти, що підписали прохання. Про це писали швайцарські та інші газети. Всі ці згадані репресії та пляни Москви русифікувати найперше українців, білорусів та інші національності підтвердив колишній співробітник Київської кінофабрики Бродський, що втік на Захід і надрукував свої спогади в американській і англійській пресі.
У пресу незалежної України цей міф потрапив 1996 року, коли газета «Вечірній Київ» опублікувала лист читача, в якому Львів перетворився на Харків та додалося 800 репресованих:
Коли кажуть, що зросійщення — це звичайний, нормальний процес, я згадую подію 45-літньої давності. В 1951 році студенти Харківського університету відмовилися складати іспити російською мовою. Тоді 800 з них було репресовано, а 33-х студентів на закритому засіданні суду було засуджено до смертної кари і РОЗСТРІЛЯНО

## Запит до СБУ
2009 року нардеп Володимир Яворівський зробив запит до СБУ щодо цієї історії. У відповіді було зазначено:
з'ясовано, що в Державному архіві Харківської області, архіві Харківського національного університету (ХНУ) ім. В.Каразіна, Галузевому державному архіві Служби безпеки України та установах, підпорядкованих Державному комітету архівів України відомості щодо репресованих у 1951 році студентів відсутні. Крім того, опитані співробітниками СБ України працівники Центру краєзнавства ХНУ ім. В.Каразіна повідомили, що достовірність вказаного факту не підтверджена документально і викликає у них обґрунтовані сумніви.